# マイケル・スウェイト
マイケル・エロール・スウェイト（Michael Errol Thwaite, 1983年5月2日 - ）は、オーストラリア・シドニー出身の同国代表の元サッカー選手。ポジションはディフェンダー。

## 経歴
ニューサウスウェールズ州ウィンター・スーパーリーグに所属するシドニー大学サッカー部でキャリアをスタートさせた。その後、NSLのマルコニー・スタリオンズFCで2002-2004年までプレー。同リーグの解体に伴い、ルーマニアのナショナル・ブカレスト（現FCプログレスル・ブカレスト）を経てヴィスワ・クラクフに加入した。
このヴィスワ・クラクフへの移籍の際に、契約期間が終了していないにもかかわらず退団したとしてブカレスト側はFIFAに提訴。2006年9月1日にFIFAはこれを認め、スウェイトとヴィスワに45000ユーロの罰金を課したまた、ブカレストがスウェイトに対し3ヶ月・計150万ユーロ給料の支払いを怠っていたことが判明した。
2008年1月28日にSKブランに加入し、6月19日にメルボルン・ビクトリーFCへ貸し出された。7月26日、Aリーグ・プレシーズンチャレンジカップのパース・グローリーFC戦で初ゴールを決め、1-0で勝利した。
2009年1月5日、レンタル期間終了に伴いフリー移籍でゴールドコースト・ユナイテッドFCに加入。2011年2月1日、タスマニア州にあるヨークパークの古巣メルボルン・ビクトリー戦で初ゴールを決め、1-1で引き分けた。
2011-12シーズン終了と共にゴールドコースト・ユナイテッドとの契約が終わると、2012-13シーズンに向けパース・グローリーFCと契約を結んだ。

## 代表

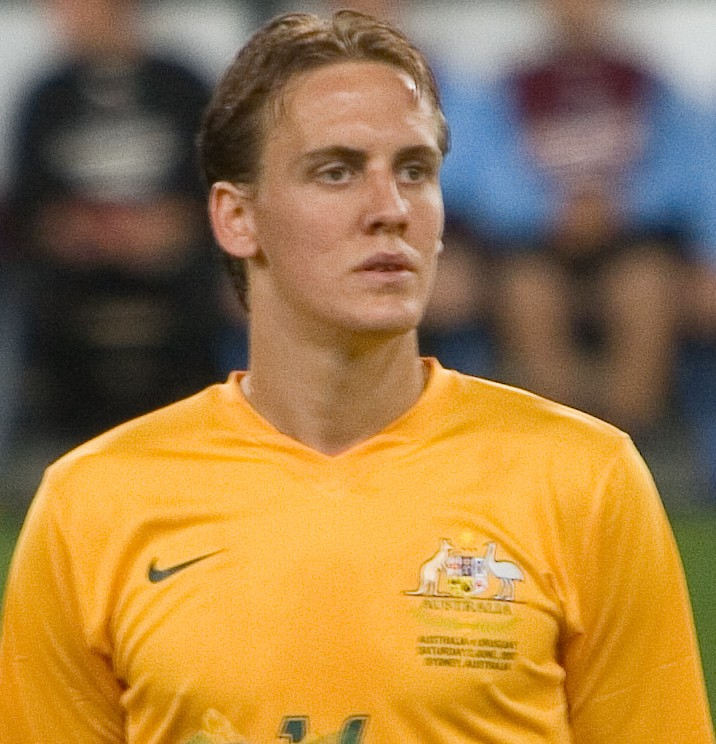
代表のスウェイト

U-20時代、UAEで行われた2003 FIFAワールドユース選手権に出場。U-23としては、アテネオリンピック予選を戦うも本大会のメンバーには選出されなかった。
2005年10月9日、ロンドンで行われ5-0で勝利したジャマイカ戦でA代表デビューを果たした。2006 FIFAワールドカップ・オセアニア予選大陸間プレーオフ・ウルグアイ戦のメンバーの1人だったが、フース・ヒディンク監督は経験豊富なトニー・ポポヴィッチとトニー・ヴィドマーを先発で起用したため出番はなかった。また、ナショナル・ブカレストとの契約上の紛争から10ヶ月プレー出来ずにいたため、本大会のメンバーからは落選した。
AFCアジアカップ2007を最後に代表から遠ざかっていたが、2012年11月14日の韓国戦で久しぶりに復帰。翌12月の東アジアカップ2013予選2次ラウンドのメンバーに選ばれると全4試合中3試合に起用され、本大会進出に貢献した。2013年7月、東アジアカップ2013本大会の代表にも選ばれた。